# Torneo Preolímpico de la OFC 2008
El Torneo Preolímpico de la OFC 2008 fue la eliminatoria para decidir al representante de Oceanía en fútbol en los Juegos Olímpicos de Pekín 2008 que se realizó del 1 al 9 de marzo en Lautoka, Fiyi.
Nueva Zelanda fue el campeón del torneo al ganar todos sus partidos.

## Resultados
| País               | J | G | E | P | GF | GC | GD  | Pts |
| ------------------ | - | - | - | - | -- | -- | --- | --- |
| Nueva Zelanda      | 5 | 5 | 0 | 0 | 19 | 3  | +16 | 15  |
| Islas Salomón      | 5 | 4 | 0 | 1 | 25 | 5  | +20 | 12  |
| Fiyi               | 5 | 3 | 0 | 2 | 21 | 6  | +15 | 9   |
| Papúa Nueva Guinea | 5 | 2 | 0 | 3 | 18 | 20 | -2  | 6   |
| Vanuatu            | 5 | 1 | 0 | 4 | 6  | 16 | -10 | 3   |
| Islas Cook         | 5 | 0 | 0 | 5 | 0  | 39 | -39 | 0   |

| 1-3-2008 14:00 UTC+12 | Nueva Zelanda          | 2 – 1 | Fiyi     | Churchill Park, Lautoka |                       |
|                       | Peverley 33' · Old 90' |       | Tiwa 41' | Árbitro(s): Job Minan   | Árbitro(s): Job Minan |

| 1-3-2008 16:30 UTC+12 | Islas Cook | 0 – 4 | Vanuatu                                            | Churchill Park, Lautoka   |                           |
|                       |            |       | Nimanian 16' 40' · Sakama 47' (pen.) · Chillia 83' | Árbitro(s): Rakesh Varman | Árbitro(s): Rakesh Varman |

| 1-3-2008 19:00 UTC+12 | Papúa Nueva Guinea | 1 – 6 | Islas Salomón                                       | Churchill Park, Lautoka   |                           |
|                       | Apo 65'            |       | Totori 9' 16' 68' · Nawo 12' · Rande 51' · Saie 80' | Árbitro(s): Peter O'Leary | Árbitro(s): Peter O'Leary |

| 3-3-2008 14:30 UTC+12 | Islas Salomón                                                                             | 11 – 0 | Islas Cook | Churchill Park, Lautoka  |                          |
|                       | Rande 9' · Maemae 17' 24' · Totori 47' 56' 68' 75' · Nawo 62' · Waroi 77' 78' · Forau 82' |        |            | Árbitro(s): Fiti Aimaasu | Árbitro(s): Fiti Aimaasu |

| 3-3-2008 17:00 UTC+12 | Fiyi                                                       | 7 – 1 | Papúa Nueva Guinea | Churchill Park, Lautoka |                         |
|                       | Suwamy 18' · Tiwa 23' 55' 68' · Dunadamu 32' 70' · Rao 76' |       | Winnie 72'         | Árbitro(s): Lencie Fred | Árbitro(s): Lencie Fred |

| 3-3-2008 19:30 UTC+12 | Vanuatu | 0 – 2 | Nueva Zelanda                 | Churchill Park, Lautoka   |                           |
|                       |         |       | Barbarouses 15' · Brockie 40' | Árbitro(s): Norbert Huata | Árbitro(s): Norbert Huata |

| 5-3-2008 14:30 UTC+12 | Fiyi                                                                    | 9 – 0 | Islas Cook | Churchill Park, Lautoka |                         |
|                       | Singh 16' 23' 58' · Krishna 38' · Tiwa 59' 75' 76' · Rao 66' · Samy 81' |       |            | Árbitro(s): Andrew Moli | Árbitro(s): Andrew Moli |

| 5-3-2008 17:00 UTC+12 | Papúa Nueva Guinea | 2 – 5 | Nueva Zelanda                                         | Churchill Park, Lautoka   |                           |
|                       | Gunemba 17' 86'    |       | Ellensohn 43' 58' · Barbarouses 60' 69' · Brockie 85' | Árbitro(s): Rakesh Varman | Árbitro(s): Rakesh Varman |

| 5-3-2008 19:30 UTC+12 | Islas Salomón                              | 5 – 0 | Vanuatu | Churchill Park, Lautoka    |                            |
|                       | Maemae 39' 62' 75' · Totori 55' · Nawo 73' |       |         | Árbitro(s): Michael Hester | Árbitro(s): Michael Hester |

| 7-3-2008 14:30 UTC+12 | Nueva Zelanda          | 2 – 0 | Islas Salomón | Churchill Park, Lautoka |                         |
|                       | Old 5' · Henderson 69' |       |               | Árbitro(s): Lencie Fred | Árbitro(s): Lencie Fred |

| 7-3-2008 17:00 UTC+12 | Islas Cook | 0 – 7 | Papúa Nueva Guinea                                                          | Churchill Park, Lautoka   |                           |
|                       |            |       | Muta 16' · Winnie 19' 50' · Gunemba 29' · Upaiga 54' · Mobbs 64' · Hans 75' | Árbitro(s): Norbert Huata | Árbitro(s): Norbert Huata |

| 7-3-2008 19:30 UTC+12 | Vanuatu | 0 – 2 | Fiyi                          | Churchill Park, Lautoka   |                           |
|                       |         |       | Tiwa 28' (pen.) · Krishna 41' | Árbitro(s): Peter O'Leary | Árbitro(s): Peter O'Leary |

| 9-3-2008 12:00 UTC+12 | Islas Cook | 0 – 8 | Nueva Zelanda                                                                                     | Churchill Park, Lautoka |                       |
|                       |            |       | Old 8' · Brockie 16' · Hayne 52' 79' · Messam 64' · Ellensohn 67' · Barbarouses 75' · Scott 90+2' | Árbitro(s): Job Minan   | Árbitro(s): Job Minan |

| 9-3-2008 14:30 UTC+12 | Vanuatu                       | 2 – 7 | Papúa Nueva Guinea                                                           | Churchill Park, Lautoka                                                |                                                                        |
|                       | Kaltack 52' · Masauvakolo 79' |       | Kini 10' · Winnie 13' 68' 90+2' · Muta 18' (pen.) · Gunemba 63' · Upaiga 75' | Árbitro(s): Rakesh Varman (Primer Tiempo) Andrew Moli (Segundo Tiempo) | Árbitro(s): Rakesh Varman (Primer Tiempo) Andrew Moli (Segundo Tiempo) |

| 9-3-2008 17:00 UTC+12 | Islas Salomón             | 3 – 2 | Fiyi                      | Churchill Park, Lautoka    |                            |
|                       | Waroi 28' 42' · Fifii 39' |       | Krishna 6' · Dunadamu 23' | Árbitro(s): Michael Hester | Árbitro(s): Michael Hester |

## Clasificado a Juegos Olímpicos
| Torneo Preolímpico de la OFC 2008 |
| --------------------------------- |
| Bandera de Nueva Zelanda          |
| Nueva Zelanda 2º Título           |